# Meritxell Batet
Meritxell Batet i Lamaña (ur. 19 marca 1973 w Barcelonie) – hiszpańska i katalońska polityk, prawniczka oraz nauczyciel akademicki, działaczka Partii Socjalistów Katalonii (PSC), w latach 2018–2019 minister polityki terytorialnej i służb publicznych, od 2019 do 2023 przewodnicząca Kongresu Deputowanych.

## Życiorys
W 1995 została absolwentką prawa na Uniwersytecie Pompeu Fabry w Barcelonie. Na tej samej uczelni ukończyła następnie studia doktoranckie zakończone prezentacją pracy poświęconej instytucjom Unii Europejskiej. Odbyła również studia podyplomowe z zakresu urbanistyki i gospodarki nieruchomościami. Od 1995 związana z macierzystą uczelnią; wykładała początkowo prawo administracyjne, a w 1998 została wykładowczynią prawa konstytucyjnego. W latach 2001–2004 pełniła funkcję dyrektora Fundació Carles Pi i Sunyer d'Estudis Autonòmics i Locals, fundacji zajmującej się zagadnieniami z zakresu samorządu lokalnego i wspólnot autonomicznych.
Zaangażowała się w działalność polityczną w ramach Partii Socjalistów Katalonii, katalońskiego ugrupowania skonfederowanego z Hiszpańską Socjalistyczną Partią Robotniczą (PSOE). Formalnie do tego ugrupowania wstąpiła w 2008. W 2004 po raz pierwszy uzyskała mandat posłanki do Kongresu Deputowanych. Z powodzeniem ubiegała się o reelekcję w wyborach w 2008, 2011, 2015, 2016, kwietniu 2019, listopadzie 2019 i 2023.
W 2014 objęła stanowisko sekretarza hiszpańskich struktur PSOE do spraw studiów i programów, funkcję tę pełniła do 2016. W czerwcu 2018 została ministrem polityki terytorialnej i służb publicznych w rządzie Pedra Sáncheza. W maju 2019 została kandydatką socjalistów na przewodniczącą Kongresu Deputowanych XIII kadencji. 21 maja podczas pierwszego posiedzenia, głosami PSOE oraz koalicji skupionej wokół Podemos, została wybrana na to stanowisko w drugiej turze głosowania. W konsekwencji ustąpiła z funkcji rządowej. 3 grudnia 2019 powołana na przewodniczącą niższej izby hiszpańskiego parlamentu kolejnej kadencji; kierowała nią do końca kadencji w 2023.

## Odznaczenia
- Krzyż Wielki Order Zasługi Republiki Włoskiej (Włochy, 2021)[11]